# Acid Town
Acid Town (jap. アシッド タウン) ist eine Manga-Serie von Kyūgō, die seit 2008 in Japan erscheint. Das Boys-Love-Drama erzählt von Jugendlichen und jungen Männern, die in Kämpfe zwischen Mafia-Gruppen in einer Stadt ohne Gesetz verwickelt werden. Die Geschichte wurde unter anderem ins Deutsche, Englische und Französische übersetzt. 

## Handlung
Die beiden Jugendlichen Yukio und Tetsu leben in einer Stadt, in der nicht mehr das Gesetz gilt, sondern Straßengangs das Sagen haben. Bei einem verzweifelten Versuch, an Geld zu kommen, brechen sie in das Lager der Seidokai-Gruppe ein. Denn sie brauchen Geld, um die Behandlung von Yukis schwer kranken jüngeren Bruder Jun zu bezahlen. Sie werden erwischt und sollen, um weiterleben zu können, dem jungen Anführer Kazutaka Hyodo treu sein. Es genügt, wenn Yukio ihm einmal in der Woche einen Besuch abstattet. Dafür bezahlen die Seidokai auch die Krankenhausrechnungen. Yukio soll Hyodo lediglich Gesellschaft leisten und versteht selbst nicht, was das alles soll. Der junge Yakuza aber hat Gefallen an dem aufmüpfigen Jungen gefunden. Die beiden verdienen weiterhin Geld mit Drogenhandel und geraten dabei auch mit Mitgliedern anderer Gangs aneinander. Unter ihnen sind die Snakes neu in der Stadt und verursachen Unruhe. Ihr Boss, Reiji Nakamoto, macht Hyodo ein Angebot zur Zusammenarbeit. Der aber lehnt, ab, weil er seine Position nicht gefährden, aber auch nicht aufsteigen will. Tetsu ist besorgt um seinen Freund und will ihn um jeden Preis beschützen. Da taucht Juns Vater auf, der auch Yukio adoptiert und die beiden jahrelang misshandelt hatte. Beide müssen sich dagegen wehren, dass er sich wieder in ihr Leben einmischt.

## Veröffentlichung
Der Manga startete im März 2008 im Magazin Rutile beim Verlag Gentosha Comics. Dieser brachte die Kapitel auch gesammelt in bisher sechs Bänden heraus. Eine deutsche Übersetzung von Dorothea Überall wird seit Dezember 2012 von Carlsen Manga veröffentlicht. Bei Tokyopop erscheint die Serie auf Englisch und bei Studio JG auf Polnisch.

## Rezeption
Laut Vanity Tenn biete der Manga überzeugendes Drama, nachvollziehbare Motivationen und eine gefährliche Mischung der Charaktere. Darüber hinaus werde – besonders für einen Boys-Love-Titel – viel Action und Kämpfe gezeigt, was viel Spannung aufbaut. Die Geschichte mache Lust auf mehr, jedoch sollte man die Gewalt und deren Konsequenzen aushalten können.